# Сопко Олександр Олександрович
Олекса́ндр Олекса́ндрович Сопко́ (нар. 11 травня 1958, Кривий Ріг) — радянський і український футболіст, захисник. Чемпіон світу серед молоді (1977). Майстер спорту СРСР (1977).

## Біографія

### Клубна кар'єра
З 12 років займався в групі підготовки «Кривбасу» з рідного Кривого Рогу. Починав на позиції нападника, потім перекваліфікувався в захисника. П'ять років виступав за дубль київського «Динамо», але пробитися у головну команду не зміг, зігравши за неї один матч у Вищій лізі сезону 1980 року. В тому сезоні «динамівці» стали чемпіонами країни.
На постійній основі заграв в донецькому «Шахтарі», разом з яким став володарем Кубка СРСР і Кубка сезону. У єврокубках зіграв 4 матчі (1983/84). На футбольному полі відзначався безстрашністю, вважався жорстким захисником.
Закінчував кар'єру футболіста в словацьких командах нижчих ліг.

### Збірна
У 1977 році виступав у складі молодіжної збірної СРСР у фінальному турнірі чемпіонату світу U-20 в Тунісі, де збірна СРСР здобула золоті нагороди.

### Тренерська робота
Після завершення ігрової кар'єри з 1994 по 1997 рік тренував «Земплін» з містечка Михайлівців, в якому перед тим грав.
В подальшому став займатись будівельним бізнесом, а також коментує матчі на телеканалах «Футбол 1» та «Футбол 2».

## Досягнення
- Чемпіон світу (U-20): 1977
- Чемпіон СРСР: 1980
- Володар Кубку СРСР: 1983
- Володар Кубку сезону: 1983